# Отто фон Емміх
Альберт Теодор Отто фон Емміх (нім. Otto von Emmich; 4 серпня 1848, Мінден, Королівство Пруссія — 22 грудня 1915, Ганновер, Німецька імперія) — німецький воєначальник, генерал від інфантерії. Кавалер ордена Pour le Mérite з дубовим листям.   

## Біографія
Походив з аристократичного роду, син оберста Прусської армії. Закінчив гімназію у Міндені. З 1866 року — на військовій службі. Учасник австро-прусської війни 1866 року. Під час франко-прусської війни 1870-1871 років — ад'ютант батальйону. Закінчив Військову академію у Берліні, командував піхотним полком. 
З 1901 року —командир 31-ї піхотної бригади, з 1905 року — 10-ї піхотної дивізії, з 1909 року — 10-го армійського корпусу. 
На початку Першої світової війни корпус Емміха взяв участь у німецькому вторгненні до Бельгії. Емміх відзначився під час штурму і взяття Льєжа. Пізніше корпус Емміха взяв участь у битві на Марні. На початку 1915 року 10-й армійський корпус був перекинутий на Східний фронт, де відзначився під час Горлицького прориву. 
На фронті генерал Емміх важко захворів і був відправлений на лікування в Ганновер, де й помер та був похований. 

## Звання
- Фанен-юнкер (3 липня 1866)
- Другий лейтенант (8 лютого 1868)
- Перший лейтенант (14 грудня 1871)
- Гауптман (13 січня 1880)
- Майор (16 серпня 1889)
- Оберстлейтенант (13 травня 1895)
- Оберст (17 червня 1897)
- Генерал-майор (18 травня 1901)
- Генерал-лейтенант (14 лютого 1905)
- Генерал піхоти (29 травня 1909)

## Нагороди
- Пам'ятний хрест за кампанію 1866
- Залізний хрест 2-го класу з дубовим листям і застібкою «1914»
- Військова медаль за кампанію 1870-71
- Медаль «За військові заслуги» (Ліппе) з мечами
- Орден дому Ліппе, почесний хрест 3-го класу
- Хрест «За вислугу років» (Пруссія) (1891)
- Орден Червоного орла
  - 4-го класу
  - 3-го класу з бантом
  - 2-го класу з дубовим листям
    - корона і зірка до ордена 2-го класу

  - 1-го класу
  - великий хрест
- Орден Корони (Пруссія)
  - 3-го класу
  - 2-го класу
    - зірка до ордена 2-го класу

  - 1-го класу
- Орден Церінгенського лева, командорський хрест 2-го класу
- Столітня медаль
- Орден Заслуг герцога Петра-Фрідріха-Людвіга, великий хрест
- Орден Леопольда I, велика стрічка (Бельгія)
- Орден Генріха Лева, великий хрест
- Залізний хрест 1-го класу
- Pour le Mérite з дубовим листям
  - орден (7 серпня 1914) — перший нагороджений під час Першої світової війни.
  - дубове листя (14 травня 1915)
- Почесний громадянин міста Ганновер (26 серпня 1915)

## Вшанування пам'яті
- Емміх похований в почесній гробниці, яку спроектував архітектор Пауль Вольф.
- На острові Боркум встановлений пам'ятник Емміху, який створив скульптор Арно Цаухе.
- На честь Емміха названі:
  - Вулиці Емміха (Emmichstraße) в Берліні, Гельзенкірхені, Гладбеку, Обергаузені, Пірмазенсі і Вупперталі.
  - Вулиці фон Емміха (Von-Emmich-Straße) в Гільдесгаймі і Констанці.
  - Площа Емміха в Ганновері. 1 березня 2019 року вона була перейменована на Новий Дім (Neues Haus).
  - Казарми Емміха-Камбре в Ганновері. В 2018 році вони були перейменовані на Казарми гауптфельдфебеля Лагенштайна.